# Лобынец
Лобынец — село в Котовском районе Волгоградской области, в составе Лапшинского сельского поселения.
Население — 22 (2010)

## История
Основано как малороссийский хутор около 1830 года переселенцами из слободы Котовой. Хутор получил общий со слободой надел. По земским данным на 1886 год из общего надела на долю хутора приходилось 603 десятины удобной земли (по сведениям за 1894 год — 594 десятины). На хуторе имелась частная школа. В 1887 году в ней обучалось 12 мальчиков и 3 девочки.
С 1928 года — в составе Камышинского района Камышинского округа Нижне-Волжского края (с 1934 года — Сталинградский край). Хутор относился к Новоалексеевскому сельсовету. В 1935 году включён в состав Ждановского района Сталинградского края (с 1936 года — Сталинградская область). В составе Котовского района — с 1963 года

## География
Село находится в степной местности, в пределах Доно-Медведицкой гряды Приволжской возвышенности, являющейся частью Восточно-Европейской равнины, по правой стороне балки Лобынец (Великой). Село расположено на высоте около 160 метров над уровнем моря. По балкам близ села — байрачные леса. Почвы — тёмно-каштановые.
По автомобильным дорогам расстояние до административного центра сельского поселения посёлка Лапшинская — 5 км, до районного центра города Котово — 15 км, до областного центра города Волгоград — 240 км. Ближайший населённый пункт село Новоалексеевка расположено в 3 км (по прямой) к востоку от Лобынца.
Часовой пояс
Лобынец, как и вся Волгоградская область, находится в часовой зоне МСК (московское время). Смещение применяемого времени относительно UTC составляет +3:00.

## Население
Динамика численности населения по годам:
| 1886 | 1891 | 1911 | 1987 | 2002 |
| ---- | ---- | ---- | ---- | ---- |
| 225  | 266  | 346  | ≈90  | 15   |

| 1886 | 2010 |
| ---- | ---- |
| 244  | ↘22  |